# Ambasciatori sassoni in Spagna
L'ambasciatore sassone in Spagna era il primo rappresentante diplomatico della Sassonia (già Elettorato di Sassonia) in Spagna.
Le relazioni diplomatiche iniziarono ufficialmente nel 1739 e terminarono nel 1870.

## Elettorato di Sassonia
- 1739–1761: Johann Joseph Hyazinth von Kolowrat-Krakowsky[1] (1692–1766)
- 1761–1763: vacante
- 1763–1766: Johann Joseph Hyazinth von Kolowrat-Krakowsky (1692–1766)
- 1766–1773: Friedrich Magnus von Saul[2] (–1773)

…
- 1788–1789: Sigismund Ehrenreich Johann von Redern (1761–1841)

## Regno di Sassonia
- 1811–1819: vacante
- 1819–1820: Carl von Friesen (1786–1823)
- 1820–1824: Friedrich Bernhard Biedermann (1775–1844)
- 1824–1828: Hans Heinrich von Könneritz (1790–1863)

1828–1852: Interruzione delle relazioni diplomatiche
- 1852–1853: Oswald von Fabrice (1820–1898)
- 1853–1856: Adolph Keil (1823–1890)
- 1856–1870: vacante

1870: Chiusura dell'ambasciata